# Austieberg
De Austieberg is een heuvel in de Twentse gemeente Losser in de Nederlandse provincie Overijssel.
De top, gelegen op een hoogte van 55 meter, ligt ten zuiden van Beuningen. De heuvel behoort tot het noordelijk deel van het stuwwalcomplex Enschede-Oldenzaal, waartoe ook de 85 meter hoge Tankenberg behoort. Dit stuwwalcomplex is ontstaan tijdens het Saalien. Het landijs heeft hier de toen bevroren ondergrond, bestaande uit Tertiaire mariene sedimenten en Pleistocene afzettingen, zijdelings weggedrukt en als grote schubben dakpansgewijs op elkaar gestapeld. De Pleistocene afzettingen zijn voor een groot deel door erosie verdwenen, waardoor het Tertiaire materiaal tegenwoordig aan of nabij het oppervlak voorkomt. Het gehele stuwwallencomplex bevat bijzondere elementen, zoals Tertiaire afzettingen en periglaciale dalen, waardoor het geologisch en geomorfologisch van grote waarde is.